# Lloret de Vistalegre
Lloret de Vistalegre (popularment també Llorito) és una vila i municipi situat al centre de l'illa de Mallorca, a la comarca del Pla. Els pobles que hi fan fita són: Montuïri, Costitx, Sineu, Sencelles, Algaida i Sant Joan. Lloret és el poble situat més al centre de Mallorca i la seva principal via d'accés és a través de la carretera vella de Sineu. El seu patró és Sant Domènec de Guzmán, i la seva patrona, la Mare de Déu de Loreto.

## Història

### Prehistòria, colonitzacions i islam
A causa de l'exigüitat territorial del terme municipal de Llorito, les primeres empremtes històriques són similars a les de la comarca del Pla que avui podem llegir entre línies, essencialment, a través de l'arqueologia i la toponímia. A la prehistòria de Llorito, tot i la manca d'excavacions sistemàtiques, les estructures conservades, les observacions de superfície i les troballes casuals permeten constatar una ocupació continuada des del bronze antic (1700 - 1100 aC). D'aquest període s'han localitzat indicis de restes d'habitatges i evidències d'ocupació en coves d'enterrament com la d'en Dainat, la de can Bieló o la des Pou.
Del període talaiòtic (1100 aC - 123 aC), és possible parlar d'una ocupació relativament intensa per la perduració d'un conjunt notable de restes estructurals, entre les quals cal destacar el poblat de sa Pleta de Son Gelabert d'Alt, amb un conjunt de dos talaiots (de s'Era i des Sestadors) i altres construccions annexes; el poblat de ses Talaies i es Clapers, amb dos talaiots més, i els talaiots aïllats de sa Rota des Busqueret i es Velar (tots aquests repartits entre Son Gelabert d'Alt i de Baix), a més del talaiot des Pletó de sa Casa Nova. Són d'aquest període les coves d'enterrament excavades a la roca amb columnes exemptes, com la des Xot a Son Joan Arnau, la de ses Ànneres a Son Mas o la des Moro a Son Pastereta. S'hi han d'afegir els jaciments de Son Boló, es Castellassos, ses Timbes, Llorac, ca Na Martina, ses Planes de Son Mas, es Colomer i es Camp Vanrell.
La continuïtat de bona part dels jaciments durant les primeres colonitzacions es palesa, tant per restes ceràmiques com per diverses troballes casuals de bronzes antics que evidencien un clar procés d'aculturació. La peça més destacable és el "guerrer" de Son Gelabert d'Alt, una bella figura de divinitat amenaçant, recentment reinterpretada com una representació de Zeus (conservada al Museu Arqueològic de Barcelona), i que correspondria al segle v aC. Les divinitats zoomòrfiques estan representades per una estatueta de voltor escapçat, també trobada a Son Gelabert, corresponent als darrers segles de la cultura talaiòtica, però anterior a la romanització i pròpia de contextos funeraris talaiòtics. Una altra figura és la del jove nu des Castellassos, trobada el 1816 juntament amb una banya de bronze, obra romana d'estil policletià, enquadrable entre els segles I i III dC i vinculable a àmbits domèstics o a un santuari on s'hauria dipositat com a ofrena. De Son Gelabert procedeix també un fragment d'una possible Atena, datable cap al segle v i un casc de bronze. Un aspecte destacable del període romà és l'ocupació dels habitatges fins a èpoques tardoromanes i, en alguns casos, fins a l'edat mitjana.
De l'època islàmica es pot fer una primera lectura del territori i reconèixer algunes empremtes que han perdurat. Essencialment es tracta de sistemes relacionats amb l'ús i la gestió de l'aigua localitzats dins el terme o a indrets immediats. És el cas del conjunt de molins hidràulics del torrent de Castellitx o de Pina, esmentats al llibre del Repartiment, o el del torrent de Llorac. Els qanat de Binitaref i de s'Almudaina des Notari, les possibles restes d'un altre a Paixarí i les romanalles d'un hisn a Son Joan Arnau, serien indicis de l'ocupació del territori i d'una explotació basada en l'horticultura i la ramaderia. Altres possibles romanalles de tradició islàmica serien el sistema de reg dels horts de Son Joan Arnau i es Colomer o alguns dels pous públics (popularment atribuïts al temps del moros): els pous de Jurà, del Ras, de sa Casa Nova, de Son Miralles, de sa Font Figuera, es Pou, de Son Estela i de s'Hort de Son Real. Tot plegat ens dona indicis d'assentaments dispersos en alqueries i rafals que coneixem a través de la toponímia del Repartiment; de fet, dins els juz' de Yiynau-Bitra i dins el de Montueri, els historiadors han identificat algunes de les alqueries que donarien lloc al primer nucli de població i a algunes possessions.

### Incorporació a la Corona d'Aragó fins a 1545
La conquesta catalana de 1229 i el repartiment de l'illa iniciaven un procés de transformació econòmic, social, polític i religiós que, òbviament, afectà les terres lloritanes. En primer lloc, pel que fa al territori, s'ha de destacar que el districte àrab de Yiynau-Bitra correspongué al Rei que en conservà el domini alodial i repartí les vuitanta alqueries i rafals del districte entre els seus col·laboradors. Tot i la dificultat d'identificació i de localització d'aquestes propietats, diversos historiadors han reconstruït un hipotètic mapa del terme a partir del llibre del Repartiment. Certament, les possibilitats d'interpretació són molt diverses i, amb prudència, només es pot fer menció a les referències d'algunes alqueries i rafals que poden haver perdurat. A partir de la toponímia repartimental s'ha fet una proposta d'identificació i localització d'alqueries i rafals que, a hores d'ara, permeten reconstruir parcialment el territori en els primers anys posteriors a la conquesta de 1229. Algunes d'aquestes unitats d'explotació d'origen andalusí, amb els anys, donarien lloc a propietats i tinences en règim feudal com és el cas dels Rahal Uaner Abenjuluz Alguazaria i el Rahal Huacner Almagzen que donarien lloc a la cavalleria de Guatners que abastava terres de Son Garcies, Son Estela, Es Colomer, Son Busquets i Son Mas; el Rahal Culujna i l'alqueria Castello, de reminiscències pre-islàmiques i situades a les terres de les Tortines i l'Alqueria que, amb el temps, esdevindrien Son Gelabert i Son Joan Jaume; el Rahal Benitaref que abastava Son Marron; l'alqueria Cut Alcastel, que hauria pres el nom d'un hisn o fortalesa islàmica de la qual romanen restes a Son Joan Arnau; el Rahal Alpaizari, que hauria perviscut juntament amb el Rahal Abenfarix Alpayzari, a les possessions de Paixarí i el rafal d'En Munar; el Rahal Abenizarrag Arraya, que correspongué a G. Loreg hauria donat lloc al topònim Llorac; el Rahal Locoplan, que sabem confrontava amb el camí que unia Sineu i Manresa i, finalment, dins el districte de Montuïri l'alqueria Benigalep i l'alqueria Atturr.
Entre 1231 i 1234, les terres de l'alqueria Benigalep del terme de Montuïri foren donades a Berenguer de Santa Coloma, Mateu Cella, Pere de Torre, Bernat Sabater, Oliver d'Utielz i Berenguer de Segarra. Pocs anys després, moltes d'aquestes propietats foren adquirides per Bernat de Bonastre i Ramon ses Codines. Segurament a causa de l'origen dels primers colonitzadors, després de 1232, la contrada passà a denominar-se alqueria de Manresa. El 1244, Ramon de Torrella, bisbe de Mallorca, instituí el capítol de la Seu i li foren concedits els delmes i les tasques de l'alqueria de Manresa, entre altres finques. Durant el segle xiii es documenten, a més, les possessions de sa Font Figuera i Paixarí. Així mateix, a la segona meitat del segle, es constata ja l'ús de sa Comuna com un espai comunal; el 1400, a l'època del rei Martí l'Humà, arran de disputes entre l'Ajuntament de Sineu i alguns veïns del poble, aquesta garriga era declarada terreny comunal. Pocs anys després, se citen les confrontes antigues de les Comunes de Llorito o Manresa que eren Son Boló, Son Gelabert, Son Juanico i Son Maymó.
A mitjan segle xiv, Manresa s'establia amb persones originàries, sobretot, de Sineu i de Ciutat, entre les quals destacaven Bernat Pasqual, Guillem Pasqual, Bernat Rex i Pere Malbosc. Cap a finals del segle, pel que fa a l'administració, tot i l'entitat que ja devia tenir el lloc de Manresa, formava una sola universitat amb Sineu, d'on depenia civilment i eclesiàsticament. En l'àmbit civil, al llarg de l'edat mitjana, existí una assemblea veïnal, composta per un batle, un jurat, un mostassaf i tots els veïns del poble. Els acords es prenien per pluralitat de vots i eren exposats al consell de Sineu per una comissió. En religió, Manresa depenia de l'església de Santa Maria de Sineu, esmentada a la Butlla d'Innocenci IV d'abril de 1248 (la primera relació de les esglésies de Mallorca). Entre el segle xiv i el XV, la població experimentà un notable augment a causa de la parcel·lació de terres, tot i que es mantenen les grans propietats: Manresa, es Colomer, les Tortines, Llorac, Castellet, Son Pastereta, Paixarí i la Torrassa.
Durant el segle xv la contrada no es manté aliena a les confrontacions socials que es manifesten, sobretot en l'aixecament forà de 1450, les lluites de banderia i les Germanies. A escala local es produïren diversos episodis que aporten indicis de la convulsió social, protagonitzats per Mateu Sala, Jaume Armadams o Joan Arnau, tant a les revoltes foranes com a les Germanies. En aquest sentit, el 1451, Joan Arnau, representant del Governador, va protagonitzar un enfrontament amb els revoltats. Així mateix, el 1463, durant la guerra de Catalunya, el lloctinent del Governador Joan de Galiana acudí a Sineu per apaivagar els enfrontaments entre els partidaris de Joan Arnau i els d'Andreu Rossinyol.

### Predomini del convent (1545-1835)
A partir de 1545, si més no en l'àmbit social i religiós, la realitat de l'alqueria de Manresa es veurà notablement influenciada per la creació d'un convent franciscà, encara que ni l'economia ni el territori es vessin afectats substancialment. Manresa era una extensa possessió que confrontava amb les Comunes, les garrigues de Ruberts i terres de Son Jordà, amb el camí de Castellitx, amb la Torrassa i altres. L'any 1511 havia passat a mans de Lluc Gelabert i el primer quart del segle xvi havia estat llogada per Sebastià Armadams a Pere Tugores. L'alqueria canvià de nom quan fou venuda a Joanot Bauló, qui també la traspassà el 1545 a Martí Font i Roig, la família del qual la mantingué fins al segle xix.
Els habitants del llogaret de Manresa, orientats pels franciscans, determinaren adreçar-se a Roma suplicant l'edificació d'una esglesiola, a causa de la llunyania amb l'església de Sineu. La resposta del Papa Pau III fou afirmativa dia 11 de març del 1545. Encara que amb reserves, la relació amb l'Orde de Sant Francesc l'hem de cercar a través de les propietats que mantenia, des del segle xiii, el convent de Santa Clara de ciutat a les terres de Manresa.
Les obres de l'església foren interrompudes diverses vegades fins que el príncep Felip concedí tot el que li suplicaven en Carta Reial de 21 d'agost de 1545. Contribuí poderosament a prosseguir les obres de l'església la intervenció del Vicari General Mn. Joanot Campfullós que esquivà tota mena de reconvencions procedents de la parròquia de Sineu; igualment els Jurats de la Ciutat i Regne intercediren davant el cardenal mallorquí Jaume Pou per tal que el Papa concedís un jubileu a favor dels qui amb almoines ajudassin a les obres de l'església i Casa de Nostra Senyora de Loreto.
Arran del Concili de Trento, el bisbe Diego de Arnedo anul·là l'Orde de Claustrats Reformats Franciscans, al qual pertanyia la comunitat de Manresa, perquè es negava a integrar-se dins l'Orde dels Franciscans Observants. Així les coses, els frares de Manresa suplicaren al bisbe Arnedo que confiàs la capella i el Convent a altres religiosos. Els vint anys d'estada dels franciscans a Manresa, a més de la devoció a la Verge Maria de Loreto, deixaren en herència la capella edificada en terrenys cedits el 1549 per Joanot Jaume i engegaren els mecanismes de proveïment de fons a través de beneficis, censals, etc.
El bisbe Arnedo entregà la custòdia i el culte de l'església de Llorito al Rector i Jurats de Sineu, encàrrec que perdurà per espai d'uns deu anys. Però, el successor, el bisbe Joan Vic i Manrique, cedí l'església als frares Dominicans, que l'acceptaren segons acta de dia 29 d'octubre de 1579. El pare Domingo Floriana prengué possessió del Convent de Llorito i començà seguidament la restauració de la casa i el convent que l'abandó havia malparat. El pare Floriana viatjà a Roma per confirmar la cessió de la Casa de Llorito i per suplicar gràcies i jubileus a favor dels manresans. Igualment, per la mancança de recursos, els frares feren suplicació al rei Felip II per posseir 10 quarterades de terra, exemptes de lluïsme i d'amortització, dret que fou concedit el 20 de novembre de 1591.
A mitjan segle xvi el lloc de Manresa ja apareix ben definit fruit de les parcel·lacions o nous establiments que, entre 1529 i 1547, provenen de propietats dels Gelabert, sobretot de Lluc Gelabert, i de Joanot Jaume. Des d'aquest moment és possible confirmar l'existència d'un nucli de població força consolidat. L'existència del convent serà determinant en l'evolució de la comunitat i el creixement urbà. Els establiments de terres fets pel mateix convent el gener de 1595 donaven lloc als nous trasts al llarg del camí d'Inca, i els establiments d'abril i octubre de 1597 als del carrer del Fum. Des d'aquest moment és possible confirmar l'existència d'un nucli de població força consolidat. En termes col·lectius, l'existència del convent serà determinant en tota l'evolució de la comunitat, que prendrà una forta embranzida.
Els dominicans posaven la primera pedra d'una nova església el 8 de setembre de 1591 que s'obrí al culte el 8 de setembre de 1625. El 23 d'abril de 1602, el Convent de Llorito, que fins aleshores havia estat governat per un Vicari, fou elevat a la categoria de Priorat i en quedà nomenat prior Fra Baptista Brondo. Cap al 1640 s'inicià la construcció del nou convent, traçat pel mestre Nicolau Mayol, estructurat entorn del claustre (que perdurà fins al segle xix i del qual encara es poden veure algunes romanalles).
A partir del segle xvii el paper del convent és absolutament rellevant tant en termes econòmics com sociològics. En primer lloc, l'advocació del Convent a la Mare de Déu de Loreto era el fonament de la progressiva substitució del topònim de Manresa pel topònim de Llorito, una denominació consolidada des de 1601. Per una altra part, durant el segle xvii el poble es veié també afectat per les circumstàncies socioeconòmiques de l'època, sobretot per crisis de subsistències. Els enfrontaments socials donaren lloc a l'assassinat (1611) de Bartomeu Estela, senyor des Colomer (les sospites de l'autoria recaigueren sobre els propietaris de Son Joan Arnau) i al segrest i assassinat d'un nin, fill d'un familiar del Sant Ofici, estudiant al Convent. S'hi ha d'afegir encara la pesta del 1652 i els efectes perniciosos de la instal·lació de la quarantena a la possessió de Son Joan Arnau.
Per remarcar el paper de l'Església, a més de la presència dels dominics, a partir de la segona meitat del segle xvii, el Convent dels Mínims de Sineu, fundat el 1667, també estenia la seva influència sobre Llorito. Entre 1645 i 1698, set lloritans professaren a l'Orde dels Mínims. Entre tots, s'ha de destacar Miquel Estela Ponç (1666 - 1727), que hi professà el 1683 i que arribà a ser General de l'Orde dels Mínims i bisbe de Jaca.
Durant el segle xviii el paper del convent continua essent determinant. Els dominics havien anat concentrant propietats; cap al 1702 tenien unes vint quarterades de terra. Segons el cens d'Aranda (1768-69) sabem que hi havia nou frares, un diaca, quatre llecs i tres criats. L'any 1788 el convent tenia trenta-set quarterades de terra. El 1803 el convent de Llorito obtenia el 40% dels seus ingressos a través de l'arrendament de les terres i només gestionava directament les petites porcions de vinya.
Malgrat el pes de la comunitat dominicana, apareixen a Llorito algunes manifestacions d'oposició al totpoderós convent. El 4 de novembre de 1725 hi havia un intent de construir una església independent de la tutela conventual. Aquesta iniciativa, al capdavant de la qual hi havia els propietaris de Son Boló, de Son Arrufat, des Colomer i de Llorac, era segurament una maniobra laica d'oposició al poder absolut dels frares. A més, en termes de col·lectivitat, el 30 de març de 1767 el poble de Llorito fou reconegut com a legítim posseïdor de sa Comuna després de pagar els drets corresponents.
La rellevància obtinguda pel convent al llarg dels segles XVII i XVIII s'estronca a causa d'una crisi d'ordre general que es tradueix formalment en el procés de desamortització i en l'exclaustració que culmina el 1835. A Llorito, però, la preeminència del convent ja havia estat posada en dubte a ran dels primers episodis d'independència municipal (1812-1814 i 1820-1823) i a partir de la creació de la vicaria in capite el 1821.

### Independència municipal (1812-1924)
El primer quart del segle xix representa un període decisiu per al poble de Llorito. Amb el poder del convent debilitat, les forces vives duran a terme diversos episodis d'autodeterminació municipal. Com a conseqüència de la promulgació de la Constitució de Cadis, el 1812 Llorito iniciava la primera etapa com a municipi independent. Es segregava de Sineu i es constituïa el primer Ajuntament que representava i administrava els interessos de la comunitat. El 22 de novembre de 1812 s'elegia Antoni Vanrell de Joan com a secretari i els diversos electors que l'endemà votaven al Batle, Guillem Real de Guillem, al regidor major, Joan Baptista Vanrell, i als regidors Antoni Jaume de Josep, Llorenç Llabrés i Bartomeu Paieres. El 1814, la reacció absolutista de Ferran VII abolí el municipi i el reintegrà a Sineu.
El 13 d'abril de 1820, iniciat el Trienni Constitucional, es recobrava la independència municipal i els liberals ocupaven el consistori que estava format per Miquel Fiol, batle, Bartomeu Paieres, regidor degà, Guillem Jaume, Pere Jaume, Gabriel Gelabert, regidors, Joan Font i Roig, síndic procurador, i Jaume Real, secretari. Encara que l'enfrontament entre liberals i absolutistes fou constant, s'impulsaren diverses millores d'infraestructura, com la conducció d'aigua des Pou als abeuradors públics del nucli urbà o la creació d'una escola de nines. El 1823 hi hagué una manifestació anticonstitucional amb diversos aldarulls. El retorn de l'absolutisme significà una nova abolició de la independència municipal i la reincorporació a Sineu fins al 1925.
Després de les emancipacions municipals s'obria un període de cent anys marcats per la dependència administrativa de Sineu. Una possible administració pròpia a Llorito restava marginada a les successives reformes municipals del segle xix. Malgrat tot, el poble disposava d'un territori definit i d'una delimitació amb Sineu, encara que fos per l'existència d'una parròquia sufragània des de 1821. En aquestes circumstàncies, la cohesió comunitària es continuava construint i reformant per una sèrie d'iniciatives de la societat civil. La dinàmica social s'articula entorn de l'obtenció de la independència municipal. A banda dels aspectes econòmics i el creixement demogràfic sostingut que assolirà el seu màxim cap a 1930, en els aspectes socials cal fer especial referència al paper de l'església.
Amb relació a la figura de la demarcació eclesiàstica, s'ha d'assenyalar la funció dinamitzadora del clero, des del primer vicari, Rafel Picornell (1821-1828) i dels seus successors, Joan Company (1828-1853); Jeroni Julià (1853); el llorità Gabriel Terrassa Gili (1853-1862); Guillem Oliver (1862-1875); el també llorità Antoni Soler Terrassa (1875-1902) i Joan Munar Oliver (1902-1913), que jugaren un paper decisiu per assolir la creació de la parròquia el 1913. El primer rector fou el montuirenc Bartomeu Bauçà Aloi, al qual succeí, el 1918, Mn. Bernat Orell Horrach que regí la parròquia fins al 1936. Durant aquesta etapa és remarcable la tasca musical del vicari Macià Noguera Amengual (1925-1930).
El segle xix, sota el paraigua de l'Església, es desenvolupà un notable moviment associatiu. El 1825 es demanava la constitució d'una obreria seglar, estretament vinculada a la parròquia, que el 1826 començava a prendre decisions de caràcter públic. És molt significatiu que es tractassin qüestions referides a l'administració de les terres comunals. El 1827 la directiva es preocupava del nomenament del nou vicari, sempre enfrontada, en aquest cas, amb el rector de Sineu. El 1830 s'aconseguia el nomenament del vicari Joan Company. Seguidament, els anys 1830-1831 la tasca de cohesió, d'ordre espiritual i material, s'articulava amb la creació de noves obreries. Entre altres accions, es poden esmentar la construcció de la casa-vicaria o la subscripció pública (1837) per a la compra de la campana que havia estat desamortitzada el 1835. El 17 de març de 1845 es confirmava la cessió de l'església del convent. L'any 1862 el vicari Guillem Oliver, conjuntament amb el Reverend Josep Maria Jordà, impulsaven la creació del convent de monges franciscanes, que era una realitat el 25 de novembre de 1866. Posteriorment, la Congregació de Filles de Maria es fundava el 1890 pel vicari llorità Antoni Soler Terrassa, que també promovia altres accions, com l'ampliació de l'orgue, culminada l'any 1892, o la construcció de la Capella Fonda, acabada l'any 1900.
Els darrers anys del segle xix i el primer terç del segle xx s'obrien noves perspectives en la dinàmica de la vida social del poble, entre les quals destaca la importància de l'associacionisme laic, els primers intents de mecanització del camp, l'electrificació i les comunicacions. Aquests fenòmens econòmics van parells amb un procés intens d'emigració al qual seguirà un procés de creixement poblacional que donarà lloc a l'ampliació del nucli urbà amb mostres d'arquitectura popular amb vel·leïtats estilístiques. A l'àmbit polític, aquest període es tanca amb la proclamació de la independència municipal assolida el 1925. El segle xx ha donat escassos exemples de creació patrimonial, al mateix temps que les transformacions econòmiques i la ràpida transició d'una economia rural a la de serveis i segona residència s'han convertit en un flagel per al patrimoni.
Tot just començat el segle xxi, s'incrementa l'interès per conservar i protegir el patrimoni local, fet que es tradueix en iniciatives particulars o públiques (no sempre reeixides) que, finalment, esperam han d'assolir un balanç positiu.

## Administració

### Eleccions municipals de 1979
En les primeres eleccions democràtiques després de la dictadura, la formació política que aconseguí més vots fou la Candidatura Independent Lloritana. El tres candidats a la batllia foren Arnau Mateu de la Candidatura Independent Lloritana, Rafel Beltran d'Unió de Centro Democràtic i Miquel Coll Bibiloni de Coalició Democràtica. El resultat de les eleccions fou el següent (cens electoral de 680 persones):
1. CILL-Candidatura Independent Lloritana: 229 vots
2. UCD-Unió de Centre Democràtic: 201 vots
3. CD-Coalició Democràtica: 59 vots

La mínima diferència de vots entre la primera força, la Candidatura Independent Lloritana, i la segona, Unió de Centre Democràtic, provocà un empat tècnic entre les dues formacions. La tercera força política fou Coalició Democràtica, encara que allunyada en nombre de vots de les altres dues formacions. En aquestes eleccions, el Consistori llorità fou integrat per set regidors, dels quals tres foren per a la Candidatura Independent Lloritana, tres per Unió de Centre Democràtic i un per Coalició Democràtica.
Ja en la votació per escollir el batlle, Arnau Mateu de la Candidatura Independent Lloritana aconseguí el suport dels membres del seu partit i de Miquel Coll Bibiloni de Coalició Democràtica. Gràcies al suport de Miquel Coll Bibiloni, Arnau fou elegit batlle amb quatre vots, per davant del candidat d'Unió de Centre Democràtic, Rafel Beltran, amb tres vots.

### Eleccions municipals de 1983
La Candidatura Independent Lloritana encapçalada per Arnau Mateu fou la formació amb més vots. Tot i això, Arnau no continuaria a la batllia de l'Ajuntament, ja que el seu lloc fou ocupat per Miquel Coll Real de la coalició Aliança Popular-Partit Demòcrata Popular-Unió Liberal.
En aquestes segones eleccions Arnau Mateu repetí com a cap de llista de la Candidatura Independent Lloritana, Maria Vanrell es presentà a la batllia amb Unió Mallorquina i Miquel Coll Real fou el candidat de la coalició AP-PDP-UL. El resultat de les eleccions fou el següent (cens electoral de 674 persones):
1. CILL-Candidatura Independent Lloritana: 230 vots
2. UM-Unió Mallorquina: 170 vots
3. AP-PDP-UL-Aliança Popular de les Illes Balears - Partit Demòcrata Popular - Unió Liberal: 126 vots

Els independents lloritans sumaren un vot més que en les passades eleccions i passaren de 229 vots a 230. Unió Mallorquina en la seva primera participació aconseguí 170 vots i la coalició AP-PDP-UL sumà 126 vots. Amb aquests resultats, la Candidatura Independent Lloritana aconseguí tres regidors, per dos d'Unió Mallorquina i també dos de la coalició Aliança Popular-Partit Demòcrata Popular-Unió Liberal.
Així doncs, qualsevol de les tres formacions podia optar a formar govern. Finalment, el candidat amb un menor nombre de vots, Miquel Coll Real, de la coalició Aliança Popular-Partit Demòcrata Popular-Unió Liberal aconseguí el suport de la Candidatura Independent Lloritana i fou nomenat batlle per cinc vots a favor, per davant dels dos vots de Maria Vanrell d'Unió Mallorquina.

### Eleccions municipals de 1987
Per tercera ocasió consecutiva, la Candidatura Independent Lloritana aconseguí el major nombre de vots en les eleccions de 1987, de nou amb Arnau Mateu com a candidat a la batllia. Un aspecte que cal destacar en aquestes eleccions és el gran nombre de formacions que es presentaren, fins a cinc, en un poble on el cens electoral no superava les 700 persones. A més, per primera ocasió el Partit Socialista Obrer Espanyol també fou present en dites eleccions.
Les candidatures foren encapçalades per Arnau Mateu de la Candidatura Independent Lloritana, per Maria Vanrell d'Unió Mallorquina, per Antoni Niell del Partit Demòcrata Popular, per Vicente Tejedor de la coalició Aliança Popular-Partit Liberal i per Joan Bonet del Partit Socialista Obrer Espanyol. El resultat d'aquestes eleccions fou el següent (cens electoral de 681 persones):
1. CILL-Candidatura Independent Lloritana: 225 vots
2. UM- Unió Mallorquina: 150 vots
3. PDP- Partit Demòcrata Popular: 59 vots
4. AP-PL- Aliança Popular-Partit Liberal: 53 vots
5. PSOE- Partit Socialista Obrer Espanyol: 44 vots

La Candidatura Independent Lloritana, tot i ser la força més votada, va perdre vots respecte a les anteriors eleccions de 1983. Unió Mallorquina també va perdre vots, un total de vint. Mentre, la resta de formacions: Partit Demòcrata Popular, coalició Aliança Popular-Partit Liberal i Partit Socialista Obrer Espanyol aconseguiren al voltant d'una cinquantena de vots cadascun.
Gràcies a aquests resultats, la Candidatura Independent Lloritana assolí quatre regidors, seguit per Unió Mallorquina amb dos i el Partit Demòcrata Popular amb un sol regidor. Pel que fa a la resta de formacions, ni la coalició Aliança Popular-Partit Liberal, ni el Partit Socialista Obrer Espanyol aconseguiren el nombre de vots suficients per formar part del Consistori llorità.
En un fet insòlit, els set regidors elegits en les eleccions escolliren a Arnau Mateu com a batlle. Per primera i única ocasió fins al moment, el batlle de Llorito fou elegit per a la totalitat dels regidors que integraren l'Ajuntament.

### Eleccions municipals de 1991
En les primeres eleccions de la dècada dels noranta, la Candidatura Independent Lloritana aconseguí, una vegada més, la victòria electoral, també amb Arnau Mateu com a cap de llista. La principal novetat d'aquestes eleccions fou la reducció en el nombre de candidatures. Si el 1987 es presentaren cinc candidatures, només quatre anys més tard, el nombre es reduí fins a tres, tot i que el Partit Popular i Unió Mallorquina es presentaren en coalició.
La Candidatura Independent Lloritana fou encapçalada per Arnau Mateu, la coalició Partit Popular-Unió Mallorquina per Maria Vanrell i el Partit Socialista Obrer Espanyol per Joan Bonet. El resultat d'aquestes eleccions fou el següent (cens electoral de 668 persones):
1. CILL-Candidatura Independent Lloritana: 343 vots
2. PP-UM-Partit Popular- Unió Mallorquina: 180 vots
3. PSOE- Partit Socialista Obrer Espanyol: 33 vots

La victòria en les eleccions fou per la Candidatura Independent Lloritana, amb una àmplia avantatge sobre la coalició conservadora formada pel Partit Popular i Unió Mallorquina. El Partit Socialista Obrer Espanyol fou la tercera força amb només 33 vots.
Les dades electorals ens mostren un important increment de vots en la Candidatura Independent Lloritana, que augmentà més d'un vint per cent el nombre de vots obtinguts en les passades eleccions. La coalició Partit Popular-Unió Mallorquina amb 180 vots fou la segona força més votada. Finalment, el Partit Socialista Obrer Espanyol només pogué aconseguir 33 vots, onze vots menys que en les eleccions anteriors.
Amb aquests resultats, la Candidatura Independent Lloritana aconseguí cinc regidors, per només dos de la coalició Partit Popular-Unió Mallorquina. Com en les anteriors eleccions, el Partit Socialista Obrer Espanyol no obtingué el nombre de vots mínim per aconseguir representació en el Consistori. Arnau Mateu fou nomenat batlle gràcies al suport dels membres del seu partit amb cinc vots, per davant dels dos vots de la candidata d'Unió, Mallorquina Maria Vanrell.

### Eleccions municipals de 1995
Després de dues legislatures de govern de la Candidatura Independent Lloritana, el Partit Popular aconseguí la victòria electoral en les eleccions municipals de 1995. Els tres caps de llista en aquestes eleccions foren Joan Jaume del Partit Popular, Maria Vanrell d'Unió Mallorquina i Felip Munar del PSM-Entesa Nacionalista. Tant Joan Jaume com Felip Munar formaren part dels governs de la Candidatura Independent Lloritana en passades legislatures. Fins i tot, Joan Jaume fou el primer tinent de batlle en l'anterior legislatura. El resultat d'aquestes eleccions fou els següents (cens electoral de 666 persones):
1. PP-Partit Popular: 257 vots
2. UM-Unió Mallorquina: 195 vots
3. PSM-Entesa Nacionalista: 104 vots

La desaparició de la Candidatura Independent Lloritana provocà força canvis en l'escena política municipal. El Partit Popular, que es presentà en coalició en les passades eleccions i que el 1987 només havia aconseguit 53 vots, aconseguí el major nombre de vots superant a Unió Mallorquina. El partit encapçalat per Maria Vanrell sumà 195 vots, 45 més que el 1987, mentre que el PSM-Entesa Nacionalista aconseguí un centenar de vots en la seva primera aparició en les eleccions municipals de Llorito.
Tot i que el Partit Popular superà amb més de 50 vots a Unió Mallorquina, el partit encapçalat per Joan Jaume no aconseguí més regidors. Així doncs, dels set regidors que conformaren el Consistori llorità, tres foren pel Partit Popular, tres per Unió Mallorquina i un pel PSM-Entesa Nacionalista.
Finalment, Joan Jaume del Partit Popular fou elegit batlle amb els tres vots favorables dels membres del seu partit, per davant de la candidata d'Unió Mallorquina, Maria Vanrell, també amb tres vots. El representant del PSM-Entesa Nacionalista, Felip Munar Munar, es va abstenir en aquesta votació.

### Eleccions municipals de 1999
El Partit Popular encapçalat per Joan Jaume sumà una nova victòria electoral, ampliant el seu avantatge sobre Unió Mallorquina, que també repetí com a la segona formació amb més vots.
Com en les passades eleccions, es presentaren el Partit Popular, Unió Mallorquina i PSM-Entesa Nacionalista. El batlle Joan Jaume repetí al capdavant de la llista popular, mentre que Joan Oliver i Miquel Ramis encapçalaren, ambdós per primera vegada, la llistes d'Unió Mallorquina i PSM-Entesa Nacionalista respectivament. El resultat d'aquestes eleccions fou el següent (cens electoral de 752 persones):
1. PP-Partit Popular: 338 vots
2. UM-Unió Mallorquina: 140 vots
3. PSM-Entesa Nacionalista: 130 vots

En els resultats cal destacar l'augment del Partit Popular, sobretot en detriment d'Unió Mallorquina. El partit de Joan Jaume augmentà quasi un centenar de vots, de 257 a 338. Mentre, Unió Mallorquina passà de 195 vots a 140. Finalment, el PSM-Entesa Nacionalista també augmentà el seu nombre de vots, encara que més lleugerament, de 104 vots a 130.
El Partit Popular reedità la seva victòria del 1995 i per primera vegada obtingué la majoria absoluta amb quatre regidors, per només dos d'Unió Mallorquina i un del PSM-Entesa Nacionalista. Així doncs, Joan Jaume fou nomenat batlle amb els quatre vots dels membres del seu partit, per davant de Joan Oliver amb dos i Miquel Ramis amb un.

### Eleccions municipals de 2003
Per tercera ocasió consecutiva, el Partit Popular tornà a guanyar les eleccions, de nou amb Joan Jaume com a cap de llista. En aquesta ocasió, el partit conservador aconseguí també la majoria absoluta, una altra vegada per davant d'Unió Mallorquina.
Les darreres eleccions presentaren força novetats en el panorama polític local. En primer lloc el retorn del Partit Socialista Obrer Espanyol de la mà de Sebastià Amengual, qui entre 1987-1991 fou el segon tinent de batlle del govern de la Candidatura Independent Lloritana. A més, Arnau Mateu batlle en les legislatures de 1979-1983, 1987-1991 i 1991-1995 i tinent de batlle entre 1983-1987 es tornà a presentar com a candidat a la batllia amb Unió Mallorquina, encara que com independent.
Els caps de llista foren Joan Jaume del Partit Popular, Arnau Mateu d'Unió Mallorquina (com independent), Miquel Ramis del PSM-Entesa Nacionalista i Sebastià Amengual del Partit Socialista Obrer Espanyol. El resultat d'aquestes eleccions fou el següent (cens electoral de 847 persones):
1. PP-Partit Popular: 339 vots
2. UM-Unió Mallorquina: 181 vots
3. PSM-EN-PSM-Entesa Nacionalista: 100 vots
4. PSOE-Partit Socialista Obrer Espanyol: 94 vots

El Partit Popular conservà la majoria absoluta, però tot i l'increment en el nombre de votants, tan sols augmentà en un vot els resultats de les eleccions de 1999. De la mateixa forma, tant Unió Mallorquina com el PSM-Entesa Nacionalista mantingueren, amb petites oscil·lacions, el nombre de votants de les passades eleccions. Finalment, el PSOE aconseguí quasi un centenar de vots en el seu retorn, després de presentar-se en les eleccions de 1987 i 1991.
Pel que fa al nombre de representants, el Partit Popular assolí la majoria absoluta amb cinc regidors, per dos d'Unió Mallorquina, un del PSM-Entesa Nacionalista i un del Partit Socialista Obrer Espanyol. Degut a l'augment de població, el nombre de regidors augmentà de set a nou en aquestes eleccions. Per tercera ocasió consecutiva Joan Jaume fou nomenat batlle de Llorito pels cinc vots favorables de la seva agrupació, seguit per Arnau Mateu amb dos vots, Miquel Ramis i Sebastià Amengual amb un vot cadascun.

### Eleccions municipals de 2007
En les eleccions de 2007 el Partit Popular no aconseguí la majoria absoluta com en les dues legislatures anteriors. Tot a això, de nou la candidatura de Joan Jaume fou la més votada. En aquesta ocasió es presentaren només tres candidatures. La del Partit Popular encapçalada per Joan Jaume, la d'Unió Mallorquina, en la qual Arnau Mateu repetia com a cap de llista, i finalment la candidatura de Lloritans Independents (coalició de PSIB-PSOE, PSM i Entesa) de Jaume Coll. El resultat d'aquestes eleccions fou el següent (cens electoral de 726 persones):
1. PP-Partit Popular: 333
2. LLI-Lloritans Independents: 203
3. UM-Unió Mallorquina: 169

El Partit Popular fou de nou la força més votada, tot i que la pèrdua de sis vots respecte a les eleccions de 2003 fou molt important, ja que amb 339 vots hagués aconseguit una nova majoria absoluta. Per la seva banda la irrupció de Lloritans Independents fou també clau per posar fi a la majoria conservadora al Consistori llorità. A més, la formació independent es convertí en la segona força política del municipi, per davant d'Unió Mallorquina que també va perdre vots respecte a les eleccions anteriors.
Amb aquests resultats, el Partit Popular sumà quatre regidors i es queda només a un de la majoria absoluta. Mentre Lloritans Independents aconseguí tres regidors en la seva primera incursió en unes eleccions. Finalment, Unió Mallorquina repetí els seus dos regidors de la legislatura anterior.
Pel que fa a l'elecció del batlle, Unió Mallorquina i Lloritans Independents arribaren a un pacte mitjançant el qual les dues formacions se cedirien la batllia durant un període de dos anys. Així doncs, Arnau Mateu fou nomenat de nou batlle de Llorito gràcies als vots de la seva formació i de Lloritans Independents.

## Espais naturals

### Sa Comuna de Llorito
És una garriga amb pinar que ocupa 131 hectàrees del municipi de Lloret. La Comuna està situada a una alçada mitjana de 135 metres i les seves grans extensions planes només es veuen interrompudes per dues depressions que s'anomenen Comellar del Ras i Comellar des Carnatge o Sa Comuna. Al lloc conegut com l'Aljibe hi ha una capella dedicada a Sant Francesc, patró dels ecologistes, ia la Verge Maria de la Panada. L'origen d´aquest espai comunal és un dels més antics de Mallorca, ja que es remunta al segle XII i més concretament al´Alqueria de Manresa (la garriga comuna de l'alqueria de Manresa). Aquesta garriga comuna era explotada pels habitants de Llorito que engreixaven petites guardes de bous, mules, porcs, ovelles i galls dindi. L'any 1927 la Comuna va ser inscrita com a forest d'Utilitat Pública, amb el número 4 del catàleg.

### Vegetació
La vegetació actual a Sa Comuna és el fruit d'una acció humana important i continuada en aquest espai. La comunitat més significativa és la garriga, resultat de la degradació de l'alzinar, i que ara s'acompanya de l'omnipresent pi. Altres arbres que trobem són els xiprers, ullastres i garrofers, a més d'algun grup d'alzines. Les lianes també són representades amb el rotaboc (Rhamnus ludovici-salvatoris), la vidalba (Clematis vitalba), die Rotgeta (Rubia angustifolia), l'aritja i l'esbatzer. En un estrat inferior localitzem el matapoll (Daphne gnidium), la mata, el llampúdol, i l'estepa llimonenca, la negra i la blanca. Finalment, a l'estrat més baix es troben les herbes com el fenàs, la ceba marina, les orquídies, les esparregueres i els cards i bolets.

### Fauna
A la Comuna hi són presents nombrosos insectes, alguns aràcnids com l'aranya, la taràntula o la molesta paparra, i els rèptils, representats pel dragó i la serp d'aigua. Una altra classe ben representada són els mamífers. Aquí són freqüents el conill, l'eriçó, la mostela i la rata cellarda, i rarament es poden veure la llebre, la geneta i la marta. Però el grup més abundant a la Comuna són, sens dubte, els ocells. Entre aquests destaquen els que viuen tot l'any com són la puput, la busquereta capnegra, el cruixidell, el pinsà, el gafarró, el verderol, la cadernera i el pardal, entre d'altres. Els ocells migratoris que arriben a la Comuna: l'alosa, el capsibot, la cap-xeregany, el rossinyol, etc, mentre que amb el fred els visitants són el tord tord, l'estornell, el pit-roig, l'ullet de bou i l'aguzanieus. Altres ocells que poden ser vistos a Sa Comuna són el xoriguer, l'òliba i el mussol, la perdiu, la tórtora i el tudó, la becada i l'alcaravan comú.

### Construccions hidràuliques tradicionals
Dins el terme municipal de Lloret de Vistalegre es poden trobar un conjunt de construccions hidràuliques tradicionals de caràcter públic. Aquest conjunt està format per un total de 11 pous (es Pou, Pou de Jurà, Pou de Llorac, Pou de sa Casa Nova, Pou del Ras, Pou de s'Hort de Son Real, Pou de Son Miralles, Sa Font Figuera, Aljub de sa Comuna, Es Pouet, el qual actualment és privat, i el Pou de Son Estela) i 9 sínies (sinia de s'Hort de Don Llorenç, sínia de Son Marron, sínia de ses Beates, sínia de can Beatet, sínia de Son Sineu, sínia de Can Llabrés, sínia de s'Hort de Son Joan Arnau, sínia de s'Hort des Colomer i sa sínia de s'Hort d'en Belo; de les quals en principi no hi ha indicis de què funcionin avui en dia). Les funcions que cumplien tradicionalment aquest pobles ere les de abastir d'aigua a les persones i abeurar bestiar, així com regar horts. Actualment, alguns dels pous del poble han estat rehabilitats per convertir-se en espais públics per a l'oci. El pou de Sa Font Figuera és un dels més emblemàtics del poble per ser un habitual punt de trobada.
S'ha d'esmentar que durant la darrera dècada el nombre de pous privats s'ha vist incrementat de forma considerable, coincidint amb el procés de rururbanització que ha experimentat el municipi de Lloret.

## Personalitats
- Jacint Josep Fontanet i Llebrés, anomenat també Montserrat Fontanet, va néixer a Lloret de Vistalegre el 10 d'abril de 1706 i va morir a Mancor de la Vall el 1762, era fill de Montserrat Fontanet de Sencelles i d'Antonina Rosa Llebrés que habitaven a la possessió de Son Joan Arnau a Lloret. El 18/05/2013 l'Ajuntament de Lloret va aprovar en ple, i per unanimitat, iniciar l'expedient per declarar a Montserrat Fontanet fill il·lustre del poble. L'encarregat de dur a terme dita tasca és l'historiador Andreu Ramis, també llorità.

- Josep Nicolau Balaguer va ser un ciclista nascut a Lloret de Vistalegre. És considerat com el gran dominador del ciclisme illenc de la dècada dels 1930. Nicolau, de malnom Calussa i també conegut com ‘Es Canó de Llorito’, va néixer el 1907 i va morir a l'edat de 27 anys després d'un accident en el campionat d'Espanya de Mig Fons, el velòdrom del Tirador. El Club Ciclista Lloret de Vistalegre ha recuperat una de les bicicletes de Nicolau, per a la seva restauració i exposició, molt possiblement cap a l'any 2009, quan es compliran 75 anys de la mort del campió llorità. El Club també ha iniciat un ambiciós projecte en forma documental que esperam estrenar al llarg de l'any 2013.
- Maria Jaume Martorell, cantant, guitarrista i compositora de pop i folk acústic, nascuda a Lloret de Vistalegre al 1999.